# Temporada 1984-85 de los Dallas Mavericks
La temporada 1984-85 fue la quinta de los Dallas Mavericks en la NBA. La temporada regular acabó con 44 victorias y 38 derrotas, ocupando el cuarto puesto de la conferencia Oeste, clasificándose para los playoffs, en los que cayeron en primera ronda ante Portland Trail Blazers.

## Elecciones en elDraft
| Ronda | Puesto | Jugador           | Posición  | Nacionalidad   | Universidad    |
| ----- | ------ | ----------------- | --------- | -------------- | -------------- |
| 1     | 4      | Sam Perkins       | Ala-Pívot | Estados Unidos | North Carolina |
| 1     | 15     | Terence Stansbury | Escolta   | Estados Unidos | Temple         |
| 2     | 38     | Charlie Sitton    | Alero     | Estados Unidos | Oregon State   |
| 2     | 40     | Anthony Teachey   | Ala-Pívot | Estados Unidos | Wake Forest    |
| 2     | 41     | Tom Sluby         | Escolta   | Estados Unidos | Notre Dame     |
| 3     | 61     | Jeff Cross        | Ala-Pívot | Estados Unidos | Maine          |

## Temporada regular
| División Atlántico  | División Atlántico | División Atlántico | División Atlántico | División Atlántico | División Atlántico | División Atlántico | División Atlántico | División Atlántico |
| Equipo              | G                  | P                  | %                  | PD                 | Casa               | Fuera              | Div                |                    |
| ------------------- | ------------------ | ------------------ | ------------------ | ------------------ | ------------------ | ------------------ | ------------------ | ------------------ |
| y-Denver Nuggets    | 52                 | 30                 | .634               | –                  | 34–7               | 18–23              | 17–13              |                    |
| x-Houston Rockets   | 48                 | 34                 | .585               | 4                  | 29–12              | 19–22              | 20–10              |                    |
| x-Dallas Mavericks  | 44                 | 38                 | .537               | 8                  | 24–17              | 20–21              | 14–16              |                    |
| x-Utah Jazz         | 41                 | 41                 | .500               | 11                 | 26–15              | 15–26              | 19–11              |                    |
| x-San Antonio Spurs | 41                 | 41                 | .500               | 11                 | 30–11              | 11–30              | 12–18              |                    |
| Kansas City Kings   | 31                 | 51                 | .378               | 21                 | 23–18              | 8–33               | 8–22               |                    |

## Playoffs

### Primera ronda
Dallas Mavericks vs. Portland Trail Blazers 
| Fecha       | Partido                                          | Ciudad   |
| ----------- | ------------------------------------------------ | -------- |
| 18 de abril | Dallas Mavericks 139, Portland Trail Blazers 131 | Dallas   |
| 20 de abril | Dallas Mavericks 121, Portland Trail Blazers 124 | Dallas   |
| 23 de abril | Portland Trail Blazers 122, Dallas Mavericks 109 | Portland |
| 25 de abril | Portland Trail Blazers 115, Dallas Mavericks 113 | Portland |
|             | Portland Trail Blazers gana las series 3-1       |          |

## Estadísticas
| Rk | Jugador          | Edad | P  | PT | MP   | TC  | TCI  | %TC  | T3  | T3I | %T3  | TL  | TLI | %TL   | RO  | RD  | RT  | AS  | RB  | TAP | BP  | FP  | PTS  |
| -- | ---------------- | ---- | -- | -- | ---- | --- | ---- | ---- | --- | --- | ---- | --- | --- | ----- | --- | --- | --- | --- | --- | --- | --- | --- | ---- |
| 1  | Rolando Blackman | 25   | 81 | 80 | 35.0 | 7.7 | 15.2 | .508 | 0.1 | 0.2 | .300 | 4.2 | 5.1 | .828  | 1.3 | 2.4 | 3.7 | 3.6 | 0.8 | 0.2 | 2.0 | 1.2 | 19.7 |
| 2  | Mark Aguirre     | 25   | 80 | 79 | 33.7 | 9.9 | 19.6 | .506 | 0.3 | 1.1 | .318 | 5.5 | 7.3 | .759  | 2.4 | 3.6 | 6.0 | 3.1 | 0.8 | 0.3 | 3.2 | 3.1 | 25.7 |
| 3  | Jay Vincent      | 25   | 79 | 47 | 32.2 | 6.9 | 14.4 | .479 | 0.0 | 0.1 | .000 | 4.4 | 5.3 | .836  | 2.3 | 6.6 | 8.9 | 2.1 | 0.6 | 0.3 | 2.2 | 2.9 | 18.2 |
| 4  | Brad Davis       | 29   | 82 | 82 | 31.0 | 3.8 | 7.5  | .505 | 0.6 | 1.4 | .409 | 1.9 | 2.2 | .888  | 0.5 | 1.9 | 2.4 | 7.1 | 1.1 | 0.1 | 1.5 | 2.7 | 10.1 |
| 5  | Sam Perkins      | 23   | 82 | 42 | 28.3 | 4.2 | 9.0  | .471 | 0.1 | 0.4 | .250 | 2.4 | 3.0 | .820  | 2.3 | 5.1 | 7.4 | 1.6 | 0.8 | 0.8 | 1.2 | 2.9 | 11.0 |
| 6  | Derek Harper     | 23   | 82 | 1  | 27.0 | 4.0 | 7.7  | .520 | 0.3 | 0.7 | .344 | 1.4 | 1.9 | .721  | 0.6 | 1.9 | 2.4 | 4.4 | 1.8 | 0.5 | 1.5 | 2.4 | 9.6  |
| 7  | Kurt Nimphius    | 26   | 82 | 40 | 24.5 | 2.4 | 5.3  | .452 | 0.0 | 0.1 | .000 | 1.3 | 1.7 | .771  | 1.7 | 3.3 | 5.0 | 2.2 | 0.4 | 1.5 | 1.2 | 3.2 | 6.1  |
| 8  | Dale Ellis       | 24   | 72 | 4  | 18.3 | 3.8 | 8.4  | .454 | 0.6 | 1.5 | .385 | 1.1 | 1.4 | .740  | 1.4 | 1.9 | 3.3 | 0.8 | 0.6 | 0.1 | 0.8 | 1.8 | 9.3  |
| 9  | Wallace Bryant   | 25   | 56 | 35 | 15.4 | 1.2 | 2.6  | .453 | 0.0 | 0.0 |      | 0.5 | 0.8 | .682  | 1.3 | 3.0 | 4.3 | 1.5 | 0.4 | 0.4 | 0.8 | 2.0 | 2.9  |
| 10 | Charlie Sitton   | 22   | 43 | 0  | 7.1  | 0.9 | 2.2  | .415 | 0.0 | 0.0 | .000 | 0.3 | 0.6 | .520  | 0.6 | 0.8 | 1.4 | 0.6 | 0.2 | 0.1 | 0.4 | 1.2 | 2.1  |
| 11 | Howard Carter    | 23   | 11 | 0  | 6.0  | 0.4 | 2.1  | .174 | 0.0 | 0.3 | .000 | 0.1 | 0.1 | 1.000 | 0.1 | 0.2 | 0.3 | 0.4 | 0.1 | 0.0 | 0.7 | 0.4 | 0.8  |
| 12 | Tom Sluby        | 22   | 31 | 0  | 4.9  | 1.0 | 1.9  | .517 | 0.0 | 0.1 | .000 | 0.4 | 0.7 | .619  | 0.2 | 0.2 | 0.4 | 0.5 | 0.1 | 0.0 | 0.4 | 0.6 | 2.4  |

## Galardones y récords
| Jugador          | Galardón |
| Rolando Blackman | All-Star |